# Grammaire formelle

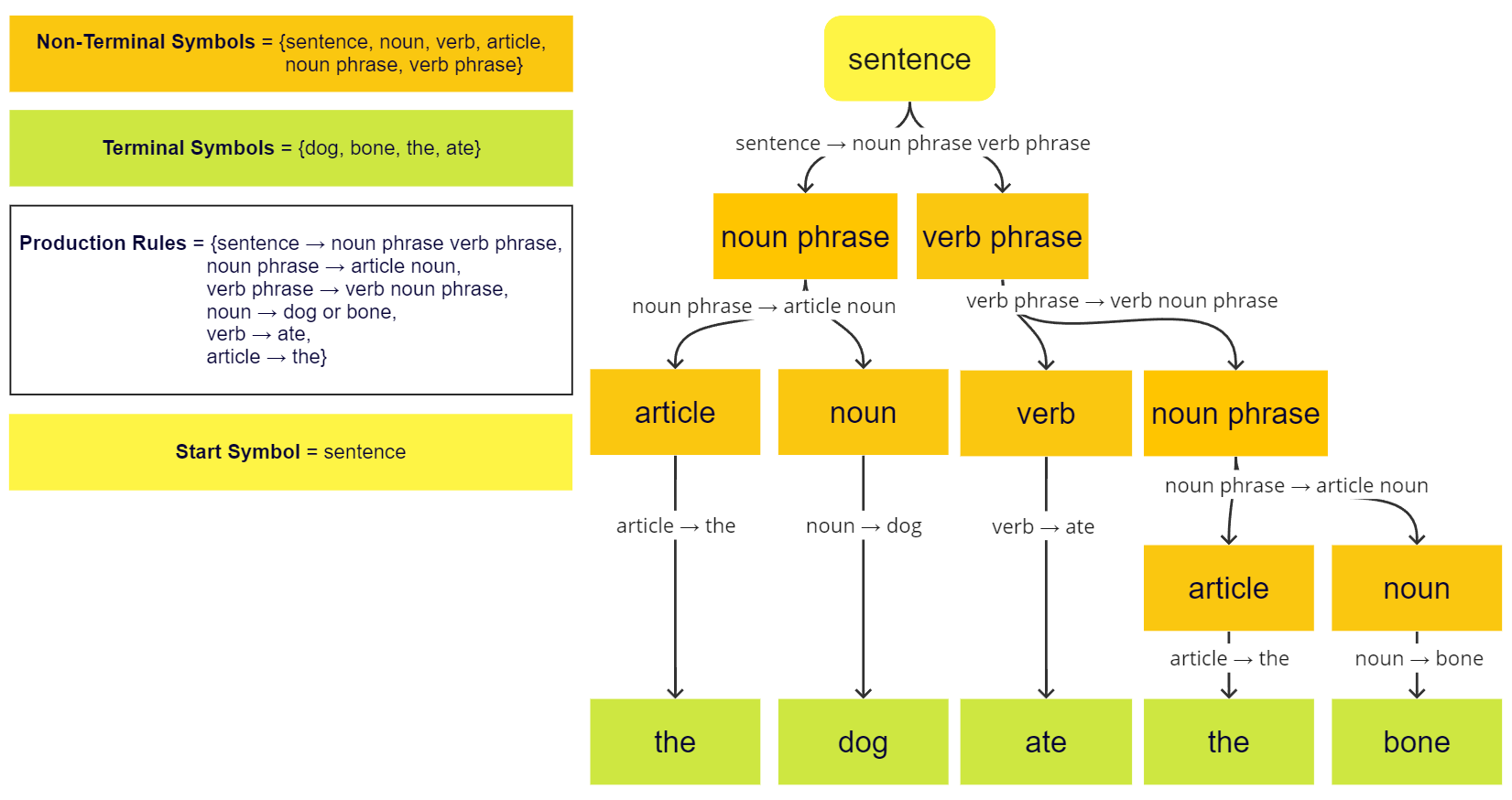
Diagramme illustrant la façon dont les symboles terminaux et non terminaux sont utilisés dans la génération de chaînes de caractères. Cet exemple a été créé avec l'aide du livre « Discrete Mathematics and its Applications » de Kenneth H. Rosen Seventh.

Une grammaire formelle est un formalisme permettant de définir une syntaxe et donc un langage formel, c'est-à-dire un ensemble de mots admissibles sur un alphabet donné.
La notion de grammaire formelle est particulièrement utilisée en programmation logique, compilation (analyse syntaxique), en théorie de la calculabilité et dans le traitement des langues naturelles (tout particulièrement en ce qui concerne leur morphologie et leur syntaxe).

## Langages
Un langage est un ensemble de mots, qui sont simplement des séquences de symboles choisis dans un ensemble (en général fini) appelé alphabet. Formellement, si {\displaystyle A} est un ensemble, on note {\displaystyle A^{*}} le monoïde libre sur {\displaystyle A}, c'est-à-dire l'ensemble des suites finies d'éléments de {\displaystyle A}, muni de l'opération de concaténation de deux mots. Un langage sur l'alphabet {\displaystyle A} est par définition un sous-ensemble de {\displaystyle A^{*}}.
Souvent, les « symboles » que l'on considère lorsqu'on définit un langage par une grammaire formelle sont constitués de plusieurs caractères, de sorte qu'ils correspondent plutôt à ce que l'on appelle des mots dans la langue courante. De même, les « mots » du langage correspondent plutôt à des phrases ou à des textes. Lorsqu'il y a ambiguïté, on parle de lettres ou de caractères pour les symboles de l'alphabet utilisé pour coder les informations ; et on réserve le mot symbole pour ceux de l'alphabet abstrait, qui sont les éléments de base du langage.
Par exemple :
- A1 = { a, b, c, d, e } est un alphabet contenant 5 symboles, traditionnellement appelés lettres dans ce cas précis ;
- A2 = { 2, 5, @, $, & } est un autre alphabet contenant 5 symboles ;
- A3 = { Dét, Adj, Verbe, Nom, Coord, Prép } est un alphabet de 6 symboles pouvant décrire, par exemple, la structure syntaxique d'une phrase dans une langue naturelle.

## Grammaires
Une grammaire formelle (ou, simplement, grammaire) est constituée des quatre objets suivants :
- un ensemble fini de symboles, appelés symboles terminaux (qui sont les « lettres » du langage), notés conventionnellement par des minuscules ;
- un ensemble fini de symboles, appelés non-terminaux, notés conventionnellement par des majuscules ;
- un élément de l'ensemble des non-terminaux, appelé axiome, noté conventionnellement {\displaystyle S} ;
- un ensemble de règles de production, qui sont des paires formées d'un non-terminal et d'une suite de terminaux et de non-terminaux ; par exemple, {\displaystyle A\rightarrow ABa}.

Appliquer une règle de production consiste à remplacer dans un mot une occurrence du membre de gauche de cette règle par son membre de droite ; l'application successive de règles de production s'appelle une dérivation. Le langage défini par une grammaire est l'ensemble des mots formés uniquement de symboles terminaux qui peuvent être atteints par dérivation à partir de l'axiome.
Ainsi, la grammaire définie par les terminaux {\displaystyle \{a,b\}}, le non-terminal {\displaystyle S}, l'axiome {\displaystyle S} et les deux règles de production suivantes :
{\displaystyle S\to aSb}
{\displaystyle S\to \varepsilon } (où {\displaystyle \varepsilon } représente le mot vide)
représente le langage des mots de la forme {\displaystyle a^{n}b^{n}} (un certain nombre de {\displaystyle a} — éventuellement 0, en vertu de la deuxième règle —, suivis du même nombre de {\displaystyle b}) : {\displaystyle \{\varepsilon ,ab,aabb,aaabbb,\ldots \}}.

## Hiérarchie de Chomsky
Lorsque le linguiste Noam Chomsky a dégagé la notion de grammaire formelle, il en a proposé une classification appelée de nos jours hiérarchie de Chomsky. Elle est formée des quatre niveaux suivants, du plus restrictif au plus large.
- Les langages de type 3, ou langages rationnels : ce sont les langages définis par une grammaire linéaire à gauche (c'est-à-dire une grammaire dont chaque membre droit de règle commence par un non-terminal), une grammaire linéaire à droite (c'est-à-dire une grammaire dont chaque membre droit de règle finit par un non-terminal) ou une expression rationnelle (appelée aussi expression régulière); ou bien encore les langages reconnus par un automate fini.
- Les langages de type 2, ou langages algébriques : ce sont les langages définis par une grammaire algébrique, (appelée aussi non contextuelle ou hors-contexte), ou bien encore les langages reconnaissables par un automate à pile non déterministe. La plupart des langages de programmation, sans être à proprement parler des langages algébriques, en sont assez proches pour que les techniques d'analyse des langages algébriques s'y adaptent.
- Les langages de type 1, ou langages contextuels : ce sont les langages définis par une grammaire contextuelle, ou encore les langages reconnaissables par une machine de Turing non-déterministe à ruban de longueur bornée par un multiple fixé de la longueur du mot d'entrée, appelé automate linéairement borné.
- Les langages de type 0, ou langages récursivement énumérables. Cet ensemble inclut tous les langages définis par une grammaire formelle. C'est aussi l'ensemble des langages acceptables par une machine de Turing (que l'on autorise à boucler sur un mot qui n'est pas du langage).

Outre les quatre types de la hiérarchie de Chomsky, il existe des classes intermédiaires remarquables, par exemple :
- entre 3 et 2 : les langages algébriques déterministes, reconnaissables par automate à pile déterministe ; une classe plus large est la famille des langages algébriques inambigus.
- entre 1 et 0 : les langages récursifs, c'est-à-dire reconnaissables par une machine de Turing (celle-ci doit refuser les mots qui ne sont pas du langage).

Les six types ci-dessus sont strictement inclus les uns dans les autres. Si dans le type 1, on transforme « non déterministe » en « déterministe », on obtient un type plus petit, mais on ne sait pas montrer s'il est strictement inclus dans le type 1 ou s'il est égal à celui-ci.

## Analyse
Un analyseur pour un langage formel est un programme informatique qui décide si un mot donné en entrée appartient ou non au langage, et éventuellement en construire une dérivation.
On dispose de méthodes systématiques pour écrire des programmes d'analyse des langages de type 2 ou 3 dans la hiérarchie de Chomsky. Les interpréteurs ou compilateurs comprennent presque toujours une phase d'analyse lexicale, qui consiste à reconnaître des langages de type 3, suivie d'une phase d'analyse syntaxique qui est une analyse de langage de type 2. L'analyse lexicale porte sur une suite de caractères et produit une suite de lexèmes, qui servent à leur tour d'éléments de l'alphabet lors de l'analyse syntaxique.
Des outils comme lex et yacc facilitent l'écriture, respectivement, d'analyseurs lexicaux et d'analyseurs syntaxiques, en produisant automatiquement des portions de programmes à partir d'une spécification de ce langage. Les constructeurs d'analyseurs syntaxiques utilisent le plus souvent une variante de la forme de Backus-Naur, qui est une notation pour les grammaires hors-contexte ; tandis que les constructeurs d'analyseurs lexicaux emploient le formalisme moins lourd des expressions rationnelles.

## Exemples de grammaires

### Expressions arithmétiques
On peut définir la grammaire des expressions arithmétiques de la façon suivante en utilisant comme notation la forme de Backus-Naur :
```
  
<
exp
>
 
::=
 
<
exp
>
 "+" 
<
exp
>

          | 
<
exp
>
 "×" 
<
exp
>

          | "(" 
<
exp
>
 ")"
          | 
<
num
>

  
<
num
>
 
::=
 
<
chiffre
>
 
<
num
>

          | 
<
chiffre
>

  
<
chiffre
>
 
::=
  0 | 1 | 2 | 3 | 4 | 5 | 6 | 7 | 8 | 9

```

Les non-terminaux sont ici implicitement exp, num et chiffre,
les terminaux sont +, ×, (, ) et les chiffres. L'axiome est exp.
La dérivation suivante est un exemple d'utilisation de cette grammaire.
```
 exp → exp × exp → num × exp → chiffre × exp → 3 × exp → 3 × num → 3 × chiffre num →3 × 1 num → 3 × 1 chiffre → 3 × 18
```

La définition donnée
- implique du fait des parenthèses que ce langage est de classe 2 ;
- permet de reconnaître les expressions arithmétiques, sans rendre compte de la priorité des opérateurs. Cette grammaire ne permet pas de distinguer (3 + 4) x 5 de 3 + (4 x 5).

### Langage de programmation simple
Définir un langage de programmation simple n'est pas très compliqué. Cette grammaire reconnaît un langage de programmation ressemblant à Pascal.
Voici un exemple de programme calculant fact(10)
```
  
begin

  
int
 
a
;

  
int
 
b
;

  
a
:=
10
;

  
b
:=
1
;

  
while
(
a
>
1
)
 
do

    
b
:=
a
*
b
;

    
a
:=
a
-
1
;

  
od
;

  
print
 
b
;

  
end

```

La grammaire correspondante est:
```
 
<
program
>
 
::=
 "begin" 
<
listinstr
>
 "end"
 
<
listinstr
>
 
::=
 
<
instr
>
 
<
listinstr
>

               | 
<
instr
>

 
<
instr
>
 
::=
 "int" 
<
id
>
 ";"
           | 
<
id
>
 ":=" 
<
expr
>
 ";"
           | "print" 
<
expr
>
 ";"
           | "while" "(" 
<
cond
>
 ")" "do" 
<
listinstr
>
 "od" ";"
 
<
expr
>
 
::=
 
<
expr
>
 "-" 
<
expr1
>

          | 
<
expr1
>

 
<
expr1
>
 
::=
 
<
expr1
>
 "*" 
<
expr2
>

           | 
<
expr2
>

 
<
expr2
>
 
::=
 
<
id
>

           | 
<
num
>

           | "(" 
<
expr
>
 ")"
 
<
cond
>
 
::=
 
<
expr
>
 
<
condsymb
>
 
<
expr
>

 
<
condsymb
>
 
::=
 ">" | "
<
" | "
>
=" | "<=" | "!=" | "="

```

les terminaux étant id, num, begin, end, int, print, while, (, ), do, od, ;, et les symboles de comparaison.
Remarquons qu'avec une telle grammaire (de type 2 dans la hiérarchie de Chomsky) on ne peut pas vérifier que toutes les variables ont été déclarées (pour cela il faut une grammaire de type 1). Il faudrait aussi ajouter des règles
pour num (comme plus haut) et pour id.

### Logique propositionnelle classique
La syntaxe de la logique propositionnelle classique ou calcul des propositions peut se définir de la façon suivante :
{\displaystyle \phi ::=(\phi \lor \phi )|(\phi \land \phi )|(\phi \to \phi )|\neg \phi |\bot |\top |P|Q|\ldots }
P, Q, ... sont les variables propositionnelles (terminaux).

### L-Système
Un L-Système (ou Système de Lindenmayer) est une grammaire formelle générative ayant vocation à décrire les développements du vivant : levures, champignons, algues, plantes, coquillages... D'abord développées en rapport avec la botanique en liaison avec des modèles 2D, elles ont été étendues notamment à des modèles 3D.

## Notion d'équivalence

### Équivalence forte
Deux grammaires sont dites fortement équivalentes si et seulement si
1. Elles reconnaissent exactement le même langage.
2. Elles utilisent exactement les mêmes dérivations  pour analyser une même phrase.

### Équivalence faible
Deux grammaires sont dites faiblement équivalentes si et seulement si elles reconnaissent exactement le même langage.
- Deux grammaires fortement équivalentes sont donc aussi faiblement équivalentes.

- Si un langage admet 2 grammaires faiblement équivalentes de classes différentes, le langage est dit de la classe la moins générale.

- De deux grammaires faiblement équivalentes, la moins ambiguë est la plus simple à traiter.

Considérons les règles :
```
<
liste
>
 
::=
 
<
variable
>

          | 
<
liste
>
 "," 
<
variable
>

```

et
```
<
liste
>
 
::=
 
<
variable
>
 
          | 
<
liste
>
 "," 
<
liste
>

```

Elles sont faiblement équivalentes, une liste étant ainsi formée soit d'une variable soit d'une suite de variables séparées par des virgules. Mais la seconde règle est plus ambiguë que la première. Pour une même liste "w, x, y, z", la première fournit une seule analyse (w forme une première liste, avec x une seconde, avec y une troisième, puis avec z une quatrième)... et la seconde 2+1+2 = 5 analyses, selon les découpages en sous-listes.